# Selectividad de unión
La selectividad de unión se define con respecto a la unión de ligandos a un sustrato que forma un complejo. Un coeficiente de selectividad es la constante de equilibrio para la reacción de desplazamiento por un ligando de otro ligando en un complejo con el sustrato. La selectividad de unión es de gran importancia en bioquímica y en procesos de separación química. 

## Coeficiente de selectividad
El concepto de selectividad se usa para cuantificar el grado en que un sustrato dado, A, se une a dos ligandos diferentes, B y C. El caso más simple es cuando los complejos formados tienen una estequiometría de 1:1. Entonces, las dos interacciones pueden caracterizarse por las constantes de equilibrio KAB y KAC.
{\displaystyle {\ce {{A}+B<=>AB;{\mathit {K}}_{AB}={\frac {[AB]}{[A][B]}}}}}
{\displaystyle {\ce {{A}+C<=>AC;{\mathit {K}}_{AC}={\frac {[AC]}{[A][C]}}}}}
[..] representa una concentración. Un coeficiente de selectividad se define como la relación de las dos constantes de equilibrio. 
{\displaystyle K_{{\ce {B,C}}}={\frac {K_{{\ce {AC}}}}{K_{{\ce {AB}}}}}}
El coeficiente de selectividad es de hecho la constante de equilibrio para la reacción de desplazamiento. 
{\displaystyle {\ce {{AB}+C<=>{AC}+B;{\mathit {K}}_{B,C}={\frac {[AC][B]}{[AB][C]}}={\frac {{\mathit {K}}_{AC}[A][B][C]}{{\mathit {K}}_{AB}[A][B][C]}}={\frac {{\mathit {K}}_{AC}}{{\mathit {K}}_{AB}}}}}}
Es fácil demostrar que la misma definición se aplica a los complejos de una estequiometría diferente, Ap Bq y Ap Cq.  Cuanto mayor sea el coeficiente de selectividad, más desplazará el ligando C del ligando B del complejo formado con el sustrato A. Una interpretación alternativa es que cuanto mayor sea el coeficiente de selectividad, menor será la concentración de C que se necesita para desplazar B de AB. Los coeficientes de selectividad se determinan experimentalmente midiendo las dos constantes de equilibrio, KAB y KAC. 

## Aplicaciones

### Bioquímica
En bioquímica el sustrato se conoce como un receptor.  Un receptor es una molécula de proteína , incrustada en la membrana plasmática o en el citoplasma de una célula, a la que pueden unirse uno o más tipos específicos de moléculas de señalización.  Un ligando puede ser un péptido u otra molécula pequeña, como un neurotransmisor , una hormona , un fármaco farmacéutico o una toxina. La especificidad de un receptor está determinada por su geometría espacial y la forma en que se une al ligando a través de interacciones no covalentes, como los enlaces de hidrógeno o las fuerzas de Van der Waals.
Si se puede aislar un receptor, se puede desarrollar una droga sintética para estimular el receptor, un agonista o para bloquearlo, un antagonista. La cimetidina, un fármaco para la úlcera de estómago, se desarrolló como un antagonista de H2 mediante ingeniería química de la molécula para la máxima especificidad para un tejido aislado que contiene el receptor.  El uso adicional de relaciones cuantitativas de estructura-actividad (QSAR) condujo al desarrollo de otros agentes como la ranitidina . 
Es importante tener en cuenta que la "selectividad" cuando se refiere a un medicamento es relativa y no absoluta.  Por ejemplo, en una dosis más alta, una molécula de fármaco específica también puede unirse a otros receptores distintos a los que se dice que son "selectivos". 

### Terapia de quelación

Deferiprona

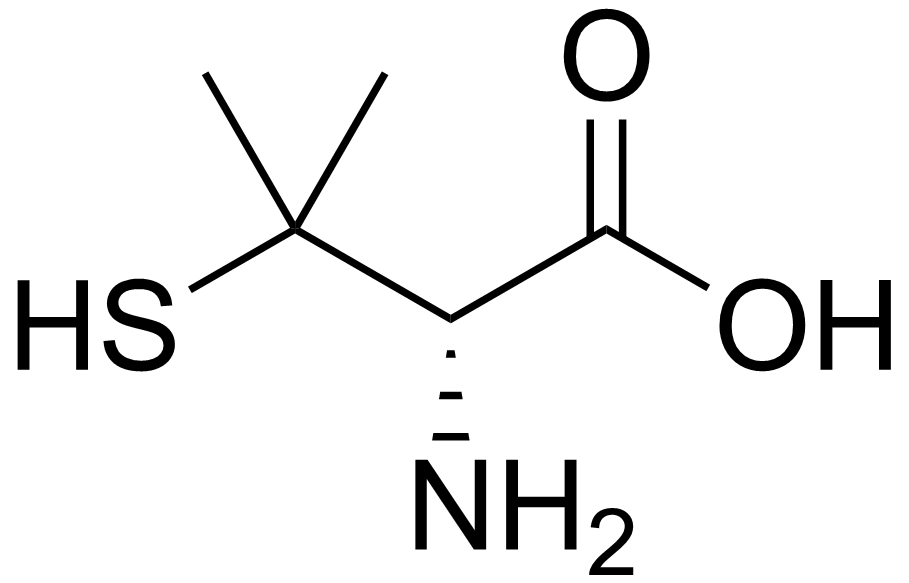
Penicilamina

La terapia de quelación es una forma de tratamiento médico en el que se utiliza un ligando quelante para eliminar selectivamente un metal del cuerpo.  Cuando el metal existe como un ion divalente, como con plomo, Pb 2+ o mercurio , la selectividad de Hg 2+ contra el calcio, Ca 2+ y magnesio , Mg 2+, es esencial para que el tratamiento no elimine los metales esenciales.
La selectividad está determinada por diversos factores. En el caso de la sobrecarga de hierro , que puede ocurrir en individuos con β- thalessemia que han recibido transfusiones de sangre, el ion metálico objetivo está en el estado de oxidación +3 y, por lo tanto, forma complejos más fuertes que los iones divalentes.  También forma complejos más fuertes con ligandos donadores de oxígeno que con ligandos donadores de nitrógeno. la deferoxamina , un sideróforo natural producido por el actinobacter Streptomyces pilosus y se usó inicialmente como agente de terapia de quelación. Se han desarrollado sideróforos sintéticos como la deferiprona y el deferasirox , utilizando la estructura conocida de la deferoxamina como punto de partida. La quelación se produce con los dos átomos de oxígeno. 
La enfermedad de Wilson es causada por un defecto en el metabolismo del cobre que resulta en la acumulación de metal de cobre en varios órganos del cuerpo. El ion objetivo en este caso es divalente, Cu 2+.  Este ion está clasificado como límite en el esquema de Ahrland, Chatt y Davies.  Esto significa que forma complejos aproximadamente igual de fuertes con ligandos cuyos átomos donantes son N, O o F como con ligandos cuyos átomos donantes son P, S o Cl. La penicilamina, que contiene átomos donadores de nitrógeno y azufre, se usa ya que este tipo de ligando se une más fuertemente a los iones de cobre que a los iones de calcio y magnesio. 
El tratamiento del envenenamiento por metales pesados como el plomo y el mercurio es más problemático, porque los ligandos utilizados no tienen una alta especificidad en relación con el calcio. Por ejemplo, el EDTA se puede administrar como una sal de calcio para reducir la eliminación del calcio del hueso junto con el metal pesado.  Se han revisado los factores que determinan la selectividad para el plomo contra el zinc, el cadmio y el calcio,

### Cromatografía
En la cromatografía en columna, una mezcla de sustancias se disuelve en una fase móvil y se pasa sobre una fase estacionaria en una columna.  Un factor de selectividad se define como la relación de coeficientes de distribución , que describe la distribución de equilibrio de un analito entre la fase estacionaria y la fase móvil. El factor de selectividad es igual al coeficiente de selectividad con el supuesto agregado de que la actividad de la fase estacionaria, el sustrato en este caso, es igual a 1, el supuesto estándar para una fase pura. La resolución de una columna cromatográfica, R S está relacionada con el factor de selectividad por: 
{\displaystyle R_{S}={\frac {\sqrt {N}}{4}}\left({\frac {\alpha -1}{\alpha }}\right)\left({\frac {k_{B}}{1+k_{B}}}\right)}
donde α es el factor de selectividad, N es el número de placas teóricas k A y k B son los factores de retención de los dos analitos.  Los factores de retención son proporcionales a los coeficientes de distribución.  En la práctica se pueden separar sustancias con un factor de selectividad muy cercano a 1.  Esto es particularmente cierto en la cromatografía de gases líquidos, donde son posibles longitudes de columna de hasta 60 m, proporcionando un gran número de placas teóricas. 
En la cromatografía de intercambio iónico, el coeficiente de selectividad se define de una manera ligeramente diferente

### Extracción por solvente
La extracción por solvente se utiliza para extraer elementos lantanoides individuales de las mezclas que se encuentran en la naturaleza en minerales como la monazita. En un proceso, los iones metálicos en solución acuosa se hacen para formar complejos con tributilfosfato (TBP), que se extraen en un disolvente orgánico como el queroseno .  La separación completa se efectúa utilizando un método de intercambio a contracorriente. Un número de celdas están dispuestas como una cascada. Después del equilibrio, el componente acuoso de cada célula se transfiere a la célula anterior y el componente orgánico se transfiere a la siguiente célula, que inicialmente contiene solo agua.  De esta manera, el ion metálico con el complejo más estable pasa por la cascada en la fase orgánica y el metal con el complejo menos estable pasa por la cascada en la fase acuosa.
Si la solubilidad en la fase orgánica no es un problema, un coeficiente de selectividad es igual a la relación de las constantes de estabilidad de los complejos TBP de dos iones metálicos. Para los elementos lantanoides que son adyacentes en la tabla periódica, esta relación no es mucho mayor que 1, por lo que se necesitan muchas celdas en la cascada. 

### Sensores químicos

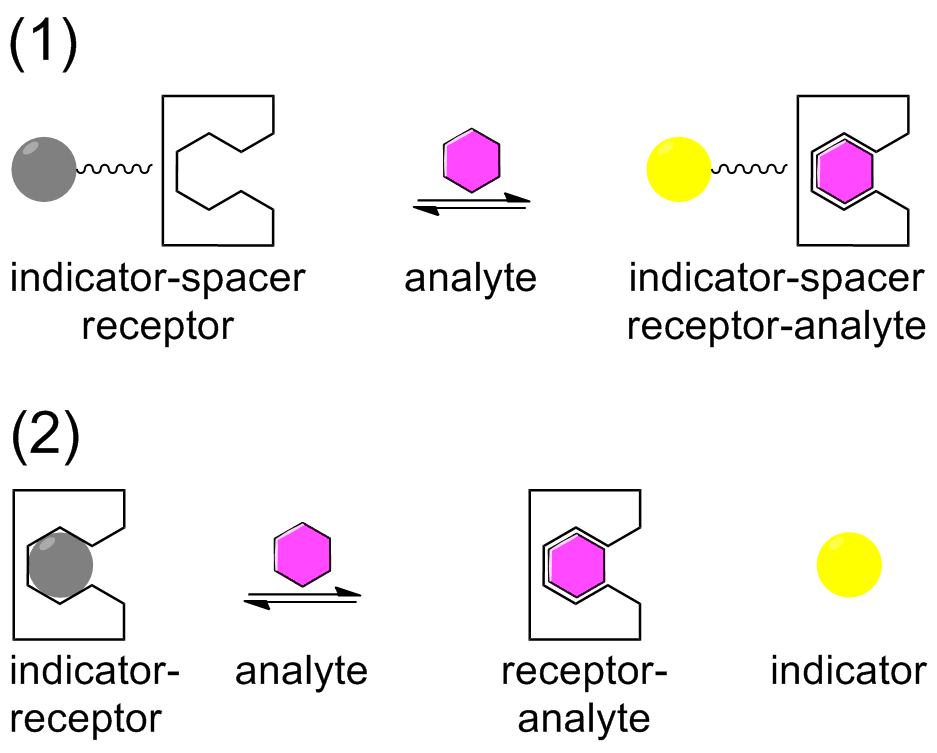
Tipos de quimiosensores. (1.) Indicador-espaciador-receptor (ISR) (2.) Ensayo de desplazamiento de indicador (IDA)

Un coeficiente de selectividad potenciométrica define la capacidad de un electrodo selectivo de iones para distinguir un ion particular de otro.  El coeficiente de selectividad, KB,C se evalúa por medio de la respuesta fem del electrodo selectivo de iones en soluciones mixtas del ion primario, B e ion interferente, C (método de interferencia fija) o menos deseablemente, en soluciones separadas de B y C (método de solución separada).  Por ejemplo, un electrodo de membrana selectivo de iones de potasio utiliza el antibiótico macrocíclico natural valinomicina. En este caso, la cavidad en el anillo macrocíclico tiene el tamaño justo para encapsular el ion potasio, pero es demasiado grande para unirse al ion sodio, la interferencia más probable, fuertemente. 
Los sensores químicos, se están desarrollando para moléculas objetivo específicas e iones en los que el objetivo (huésped) forma un complejo con un sensor (host).  El sensor está diseñado para ser una excelente coincidencia en términos de tamaño y forma del objetivo para proporcionar la máxima selectividad de enlace.  Un indicador está asociado con el sensor que experimenta un cambio cuando el objetivo forma un complejo con el sensor.  El cambio del indicador suele ser un cambio de color (gris a amarillo en la ilustración) visto en la absorbancia o, con mayor sensibilidad, luminiscencia. El indicador puede estar unido al sensor a través de un espaciador, en la disposición ISR, o puede ser desplazado del sensor, disposición IDA.